# Материй, Юрий Борисович
Ю́рий Бори́сович Мате́рий (род. 12 сентября 1953) — российский дипломат. Чрезвычайный и полномочный посол (2020).

## Биография
Окончил Московский государственный институт международных отношений (МГИМО) МИД СССР (1975). Владеет английским и хинди языками. На дипломатической работе с 1975 года.
В 1999—2002 годах — генеральный консул России в Карачи (Пакистан).
С июня 2002 по сентябрь 2007 года — главный советник Департамента информации и печати МИД России.
В 2007—2012 годах — генеральный консул России в Дананге (Вьетнам).
В 2012—2017 годах — заместитель директора Департамента информации и печати МИД России.
С 21 августа 2017 по 8 сентября 2022 года — чрезвычайный и полномочный посол Российской Федерации в Шри-Ланке.
С 24 августа 2017 по 8 сентября 2022 года — чрезвычайный и полномочный посол Российской Федерации в Мальдивской Республике по совместительству.
С 8 сентября 2022 года — чрезвычайный и полномочный посол Российской Федерации в Кабо-Верде.

## Дипломатический ранг
- Чрезвычайный и полномочный посланник 2 класса (18 июня 2002)[5].
- Чрезвычайный и полномочный посланник 1 класса (26 декабря 2017)[6].
- Чрезвычайный и полномочный посол (8 июня 2020)[7].